# Pohoří (Jistebnice)
Pohoří (německy Pohorsch) je malá vesnice, část města Jistebnice v okrese Tábor v Jihočeském kraji. Nachází se asi 2,5 kilometru západně od Jistebnice. Pohoří leží v katastrálním území Pohoří u Jistebnice o rozloze 0,52 km².

## Historie
První písemná zmínka o vesnici pochází z roku 1474.

## Obyvatelstvo
| Rok            | 1869 | 1880 | 1890 | 1900 | 1910 | 1921 | 1930 | 1950 | 1961 | 1970 | 1980 | 1991 | 2001 | 2011 | 2021 |
| -------------- | ---- | ---- | ---- | ---- | ---- | ---- | ---- | ---- | ---- | ---- | ---- | ---- | ---- | ---- | ---- |
| Počet obyvatel | 87   | 98   | 90   | 63   | 74   | 60   | 58   | 50   | 52   | 45   | 37   | 20   | 17   | 12   | 14   |
| Počet domů     | 11   | 11   | 11   | 11   | 9    | 9    | 12   | 11   | 12   | 10   | 10   | 10   | 11   | 11   | 10   |

## Obecní správa
Při sčítání lidu v letech 1850–1963 Pohoří bylo samostatnou obcí, se kterým patřilo nejprve do okresu Sedlčany, ale od roku 1950 v okrese Tábor. Od roku 1964 je částí města Jistebnice v okrese Tábor.

## Pamětihodnosti
- Přímo ve vesnici se nalézá výklenková kaple.
- Před vesnicí u komunikace se nachází udržovaný kříž. Na štítku je tento nápis: POCHVÁLEN BUĎ PÁN JEŽÍŠ KRISTUS
- Za vsí u komunikace vedoucí do Brtce se mezi vzrostlými lipami nalézá kamenný kříž.

## Galerie

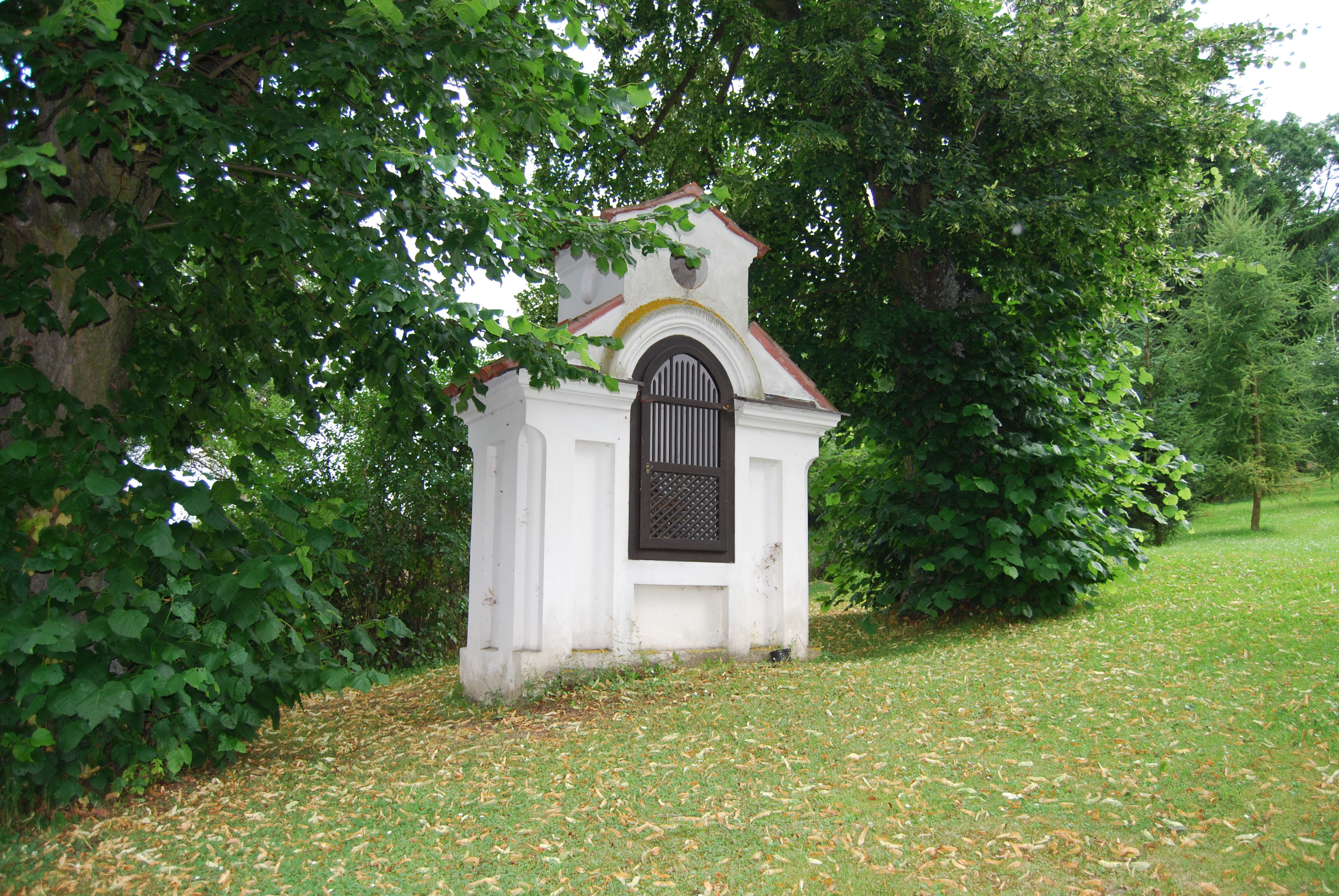
Kaple ve vesnici
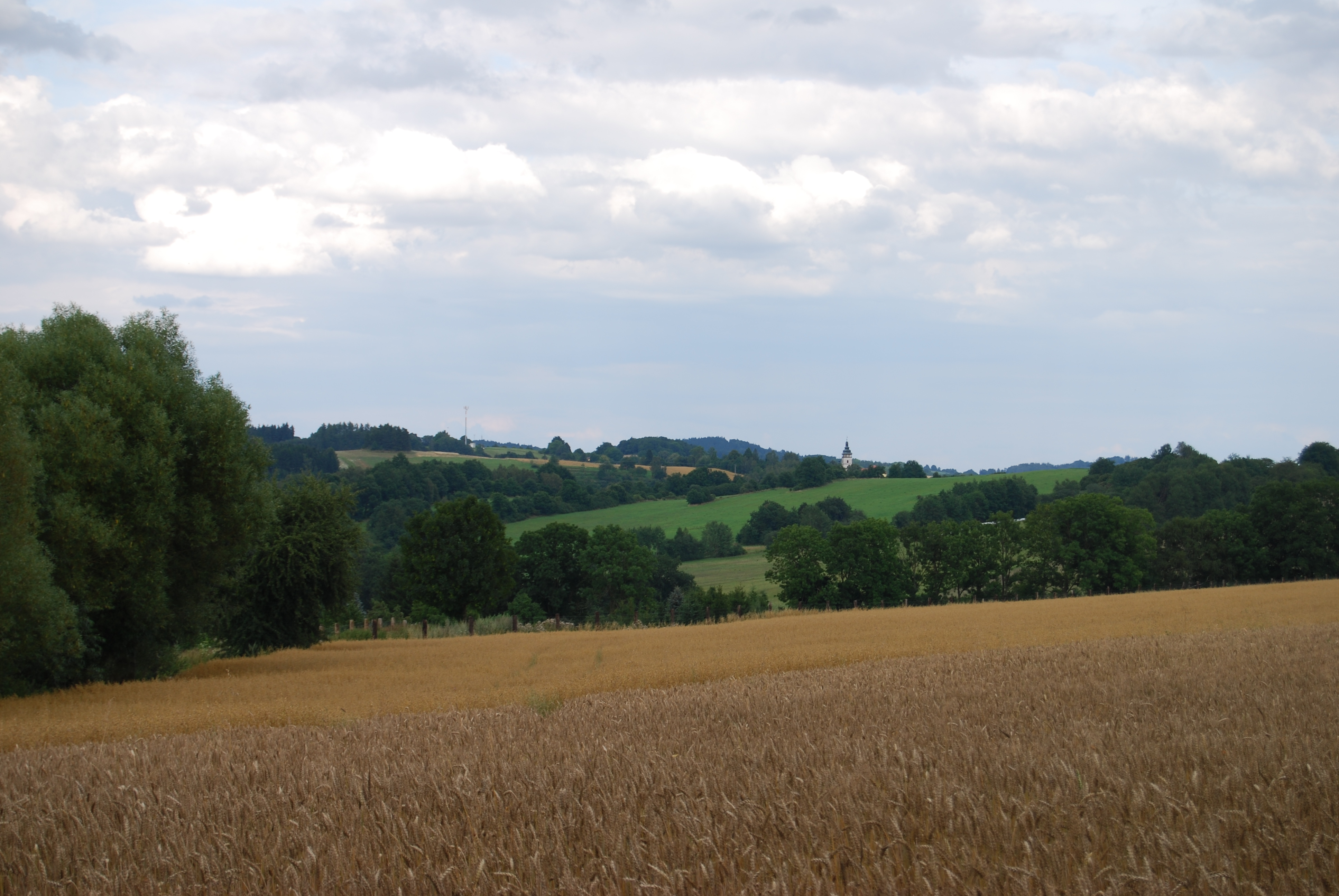
Pohled na okolí
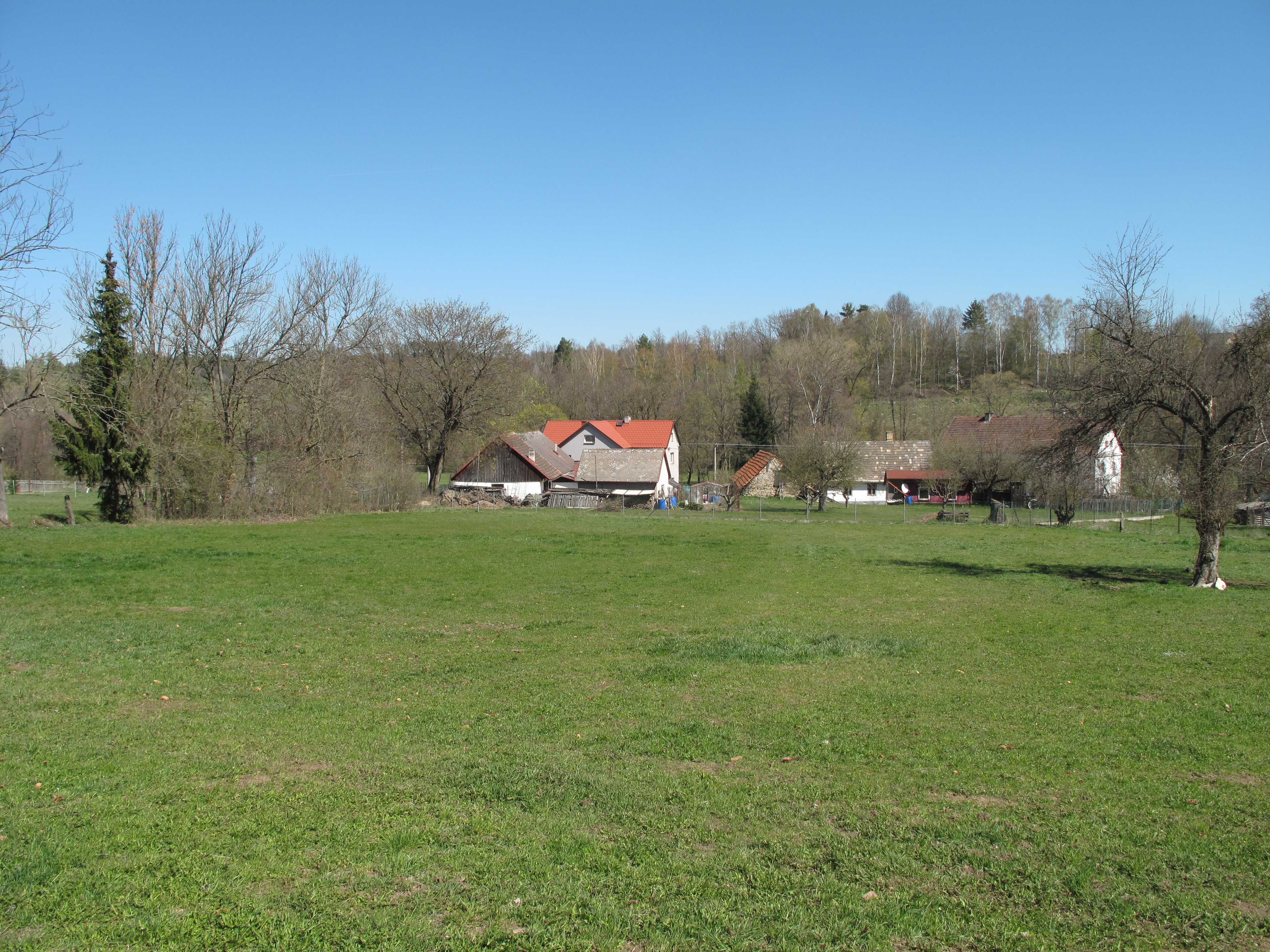
Domy a zahrady
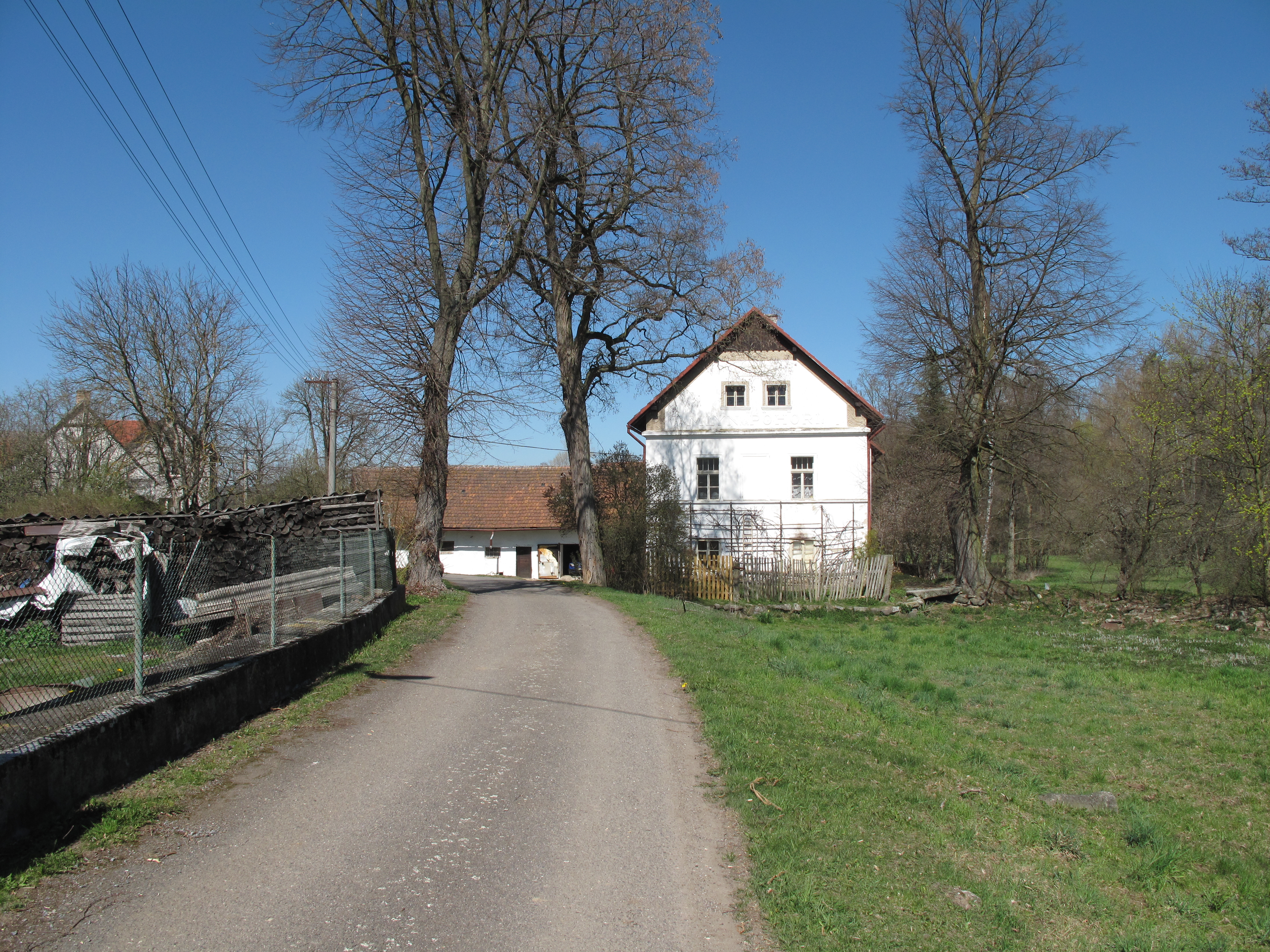
Bývalý mlýn